# الدوري المكسيكي الممتاز 1958-59
الدوري المكسيكي الممتاز 1958-59 (بالإسبانية: Primera División de México 1958-59)‏ هو الموسم 16 من الدوري المكسيكي الممتاز. أقيم خلال الفترة 13 يوليو 1958 وحتى 11 يناير 1959، وأشرف على تنظيمه اتحاد المكسيك لكرة القدم، وكان عدد الأندية المشاركة فيه 14، وفاز فيه نادي غوادالاخارا.